# Dasht-e Mūrt-e Soflá
Dasht-e Mūrt-e Soflá (persiska: دشت مورت سفلی) är en ort i Iran.   Den ligger i provinsen Kermanshah, i den västra delen av landet, 500 km väster om huvudstaden Teheran. Dasht-e Mūrt-e Soflá ligger 1 350 meter över havet och antalet invånare är 305.
Terrängen runt Dasht-e Mūrt-e Soflá är kuperad österut, men västerut är den bergig. Runt Dasht-e Mūrt-e Soflá är det ganska tätbefolkat, med 60 invånare per kvadratkilometer. Närmaste större samhälle är Sharak-e Tamarkhān, 18,0 km nordväst om Dasht-e Mūrt-e Soflá. Omgivningarna runt Dasht-e Mūrt-e Soflá är i huvudsak ett öppet busklandskap.